# جوزيف ت جونسون
جوزيف ت جونسون (بالإنجليزية: Joseph T. Johnson)‏ (و. 1858 – 1919 م)هو سياسي، ومحامي، وقاضي من الولايات المتحدة الأمريكية .
وهو عضو في الحزب الديمقراطي الأمريكي .
توفي في سبارتانبرغ .